# پودر پیاز

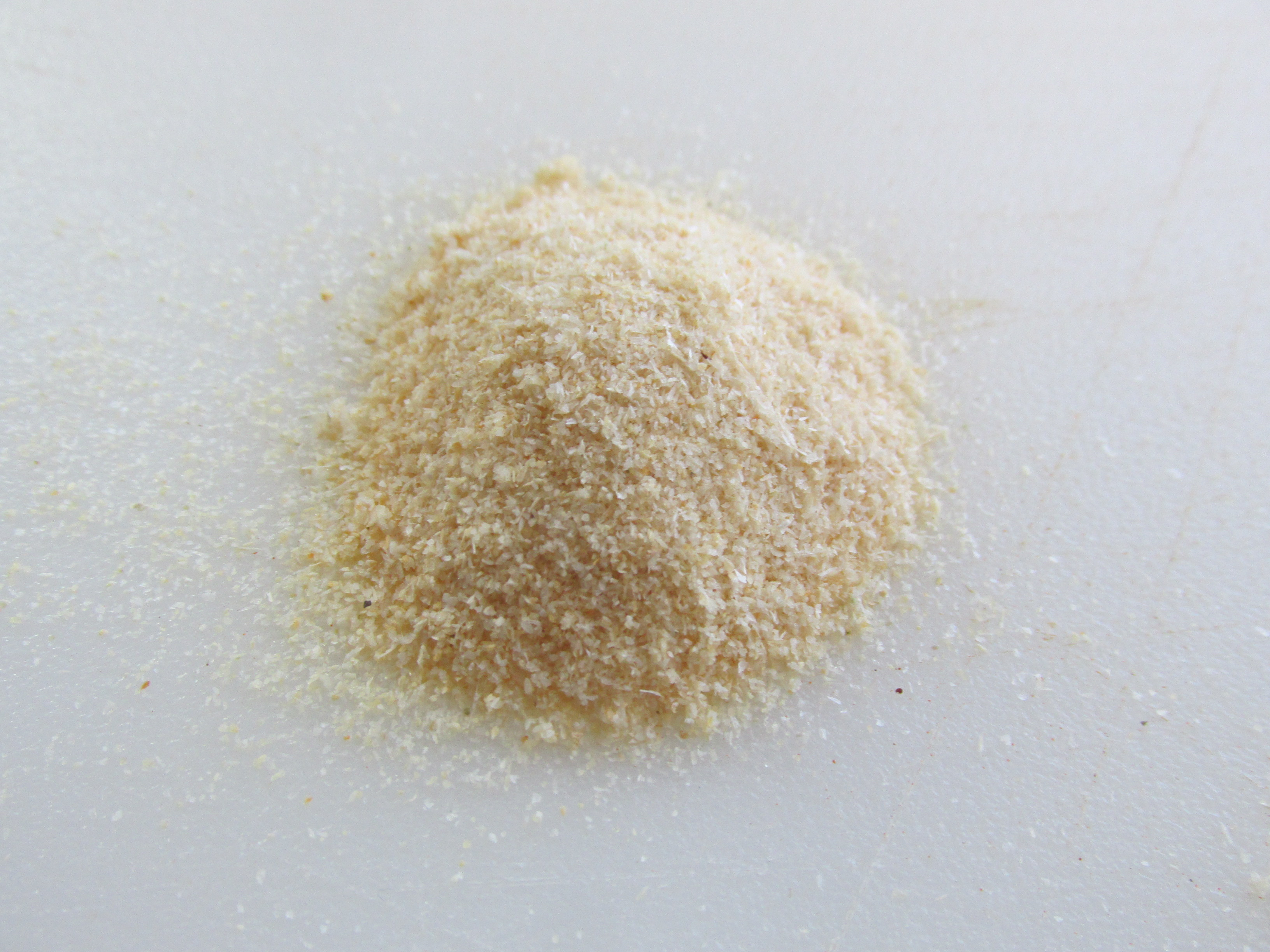
پودر پیاز

پودر پیاز پیاز خشک شده و آسیاب شده‌است، که معمولاً به عنوان چاشنی استفاده می‌شود. این یک عنصر رایج در مخلوط نمک چاشنی شده و ادویه است، مانند چاشنی بوموند. برخی از انواع با استفاده از پیاز تفت داده شده تهیه می‌شوند. ممکن است از پیازهای سفید، زرد و قرمز استفاده شود. پودر پیاز یک محصول غذایی تجاری است که کاربردهای مختلفی در آشپزی دارد. پودر پیاز خانگی نیز می‌تواند باشد.
نمک پیاز نوعی ادویه است که از پیاز خشک و نمک به عنوان مواد اولیه استفاده می‌شود.

## تولید تجاری
پودر پیاز تجاری با استفاده از خشک کردن، خشک کردن انجمادی، قفسه خلاء و خشک کردن جریان تهیه می‌شود. برخی از پودرهای پیاز تجاری به عنوان درمان در برابر آلودگی میکروبی بالقوه تحت تابش قرار می‌گیرند. در صورت تماس به راحتی آب را جذب می‌کند، بنابراین انواع تجاری ممکن است در ظروف دربسته با یک آستر در بالای ظرف بسته‌بندی شوند. پودر پیاز با رطوبت ۴ تا ۵ درصد زمانی که در محیط‌های گرم‌تر نگهداری می‌شود، با افزایش دما که مربوط به زمان کوتاه‌تری برای ایجاد کیک می‌شود، مستعد تشکیل کیک است. مقبولیت عمومی این است که پودر پیاز تجاری در مقایسه با پیاز تازه از نظر طعم ده برابر قوی تر است.

### نمک پیاز
آماده‌سازی اولیه نمک پیاز تجاری فقط مخلوطی از پودر پیاز و نمک بود. یک نسبت نمونه برای آماده‌سازی‌های تجاری قبلی یک قسمت نمک به هر پنج قسمت پیاز خشک شده‌است. نسخه‌های معاصر معمولاً از پیاز دانه‌ای خشک و نمک استفاده می‌کنند و معمولاً حاوی یک عامل ضد انعقاد هستند. نمک ممکن است با جلوگیری از تبخیر روغن پیاز، از، از بین رفتن طعم پیاز در مخلوط جلوگیری کند. توسعه آماده‌سازی نمک پیاز تجاری شامل فرمولاسیون محصولاتی بود که بوی قوی پیاز را در محصول و بر نفس مصرف‌کنندگانی که آن را می‌خورند کاهش داد.
تهیه تجاری نمک پیاز شامل آزمایش و دسته‌بندی پیازها بر اساس درجه طعم پیاز است، زیرا ترکیبات طعم دهنده می‌توانند به‌طور قابل توجهی در بین انواع مختلف پیاز متفاوت باشند. این کار قبل از مخلوط کردن انجام می‌شود تا محصول نهایی ثابتی تولید شود. برخی از نمک‌های تجاری پیاز بدون دخالت دست انجام می‌شود، زیرا مراحل پردازش همه با استفاده از فرآیندهای خودکار انجام می‌شود.

## مصارف آشپزی
پودر پیاز را می‌توان به عنوان چاشنی روی انواع غذاها و غذاها مانند پاستا، پیتزا و مرغ کبابی استفاده کرد. همچنین یک ماده اولیه در چاشنی بوموند است. گاهی اوقات از آن به عنوان ادویه‌سود کردن گوشت نیز استفاده می‌شود. پودر پیاز همچنین یکی از مواد تشکیل دهنده برخی از غذاهای تجاری مانند سس‌ها، سوپ‌ها، و سس‌های سالاد است. همچنین می‌توان از آن در بسیاری از دستور العمل‌های دیگر مانند همبرگر یا میت لوف استفاده کرد.
نمک پیاز به عنوان چاشنی بر روی غذاهای آماده و به عنوان یک ماده در بسیاری از انواع غذاها مانند غذاهای گوشتی و سبزیجات، کاسرول و سوپ استفاده می‌شود.